# All-Star Game LNB 2012
Le All-Star Game LNB 2012 est la 27e édition du All-Star Game LNB. Il se déroule le 30 décembre 2012 au palais omnisports de Paris-Bercy de Paris,. L’équipe des All-Stars étrangers bat l’équipe des All-Stars français (111-107). Dwight Buycks a terminé meilleur marqueur de la rencontre (17 points) et a été élu MVP. La rencontre est diffusée sur Sport+.

## Joueurs

### All-Stars français
| Position    | Joueur        | Équipe            |
| ----------- | ------------- | ----------------- |
| Meneur      | Antoine Diot  | Paris-Levallois   |
| Arrière     | Edwin Jackson | Lyon Villeurbanne |
| Ailier      | Amara Sy      | Lyon Villeurbanne |
| Ailier fort | Ilian Evtimov | Chalon-sur-Saône  |
| Pivot       | Alexis Ajinça | Strasbourg        |

| Position    | Joueur               | Équipe               |
| ----------- | -------------------- | -------------------- |
| Meneur      | Marc-Antoine Pellin  | Orléans              |
| Meneur      | Steed Tchicamboud    | Chalon-sur-Saône     |
| Arrière     | Pape-Philippe Amagou | Nancy                |
| Ailier      | Nobel Boungou Colo   | Limoges              |
| Ailier      | Charles Kahudi       | Le Mans              |
| Ailier fort | Ludovic Vaty         | Gravelines-Dunkerque |
| Pivot       | Rudy Gobert          | Cholet               |

### All-Stars étrangers
| Position    | Joueur          | Équipe               |
| ----------- | --------------- | -------------------- |
| Meneur      | Dwight Buycks   | Gravelines-Dunkerque |
| Arrière     | Bernard King    | Le Havre             |
| Ailier      | Blake Schilb    | Chalon-sur-Saône     |
| Ailier fort | Jawad Williams* | Paris-Levallois      |
| Pivot       | Sean May        | Paris-Levallois      |

| Position    | Joueur             | Équipe   |
| ----------- | ------------------ | -------- |
| Meneur      | Khalid El-Amin     | Le Mans  |
| Arrière     | Souleymane Diabate | Nancy    |
| Ailier      | Kyle McAlarney     | Limoges  |
| Ailier fort | Marcus Goree       | Cholet   |
| Pivot       | Darryl Monroe      | Boulazac |
| Pivot       | Ahmad Nivins       | Poitiers |

* Jawad Williams remplace Ricardo Greer blessé. Celui-ci n'est pas remplacé numériquement.

### Entraîneurs
Gregor Beugnot (Chalon-sur-Saône), assisté d'Alain Weisz (Antibes), dirige l’équipe des All-Stars français. JD Jackson (Le Mans), assisté de Claude Bergeaud (Pau-Lacq-Orthez), dirige l’équipe des All-Stars étrangers.

## Concours
Concours de tirs à 3 points :
- Xavier Corosine (Nanterre) : vainqueur[5]
- Ilian Evtimov (Chalon-sur-Saône)
- Kyle McAlarney (Limoges)
- Karim Souchu (Cholet)

Concours des meneurs :
- Andrew Albicy (Paris-Levallois)
- Joseph Gomis (Limoges)
- Michael Thompson (Lyon-Villeurbanne)
- Chris Warren (Nanterre) : vainqueur[6]

Concours de dunks :
- Jordan Aboudou (Chalon-sur-Saône)
- Wendell McKines (Rouen)
- Jared Newson (Hyères Toulon)
- Anthony Smith (Poitiers)
- L.D. Williams (Bourg-en-Bresse) : vainqueur[7]